# Ujtá
Ujtá (en ruso: Ухта, Ujta; en komi: Уква, Ukvá) es una ciudad de la República de Komi, en el noroeste de la Federación Rusa. Se encuentra a orillas del río homónimo y a 325 km de la capital, Syktyvkar. Su población es de 127.000 habitantes (2006), la mayoría rusos, ucranianos o del Cáucaso. La ciudad es predominantemente industrial. Ujtá está dentro de una región importante que produce gas y petróleo. Los yacimientos petrolíferos están al sur de la ciudad. Parte de este petróleo de Ujtá es refinado en la zona, sin embargo, la mayoría se destina a refinerías de San Petersburgo y Moscú.

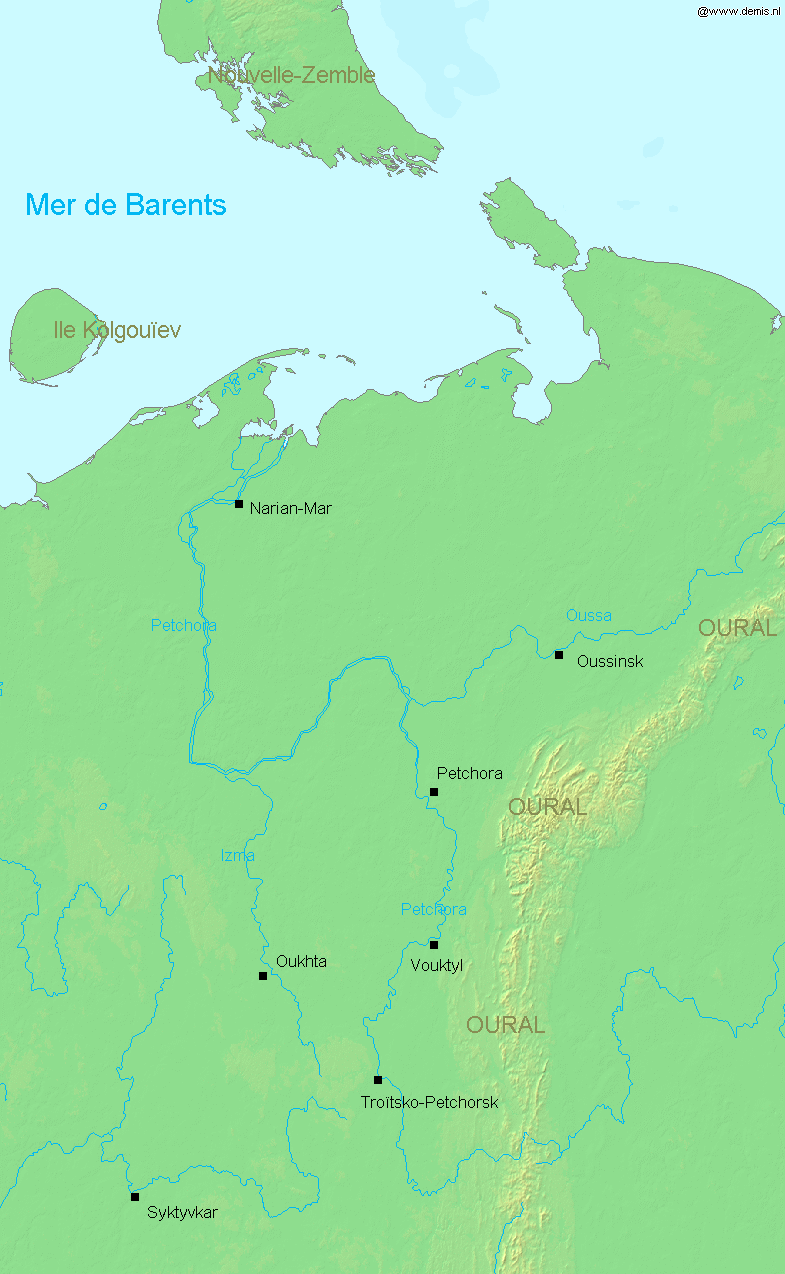
Mapa del río Pechora en el que sale Ujtá (Ouktha), cerca de la orilla izquierda del río Izhma

Se fundó el 21 de agosto de 1929 como Chibyú, tomando el nombre de un pequeño afluente del Ujtá. En julio de 1939 se la renombró a Ujtá, y el 20 de noviembre de 1943 se le dio estatus de ciudad.
La ciudad dispone de un pequeño aeropuerto.

## Personalidades
- Viktor Lyapkalo (1956), pintor
- Olga Fonda (1982), actriz y modelo
- Arseni Pávlov (1983–2016), genocida prorruso Batallón Sparta de carácter neonazi y uno de los máximos líderes de la milicia de la autoproclamada República Popular de Donetsk
- Yulia Samóilova (1989), cantante
- Alexander Chuprian (n. 1958), político y comandante militar